# Francisca Ramírez Tórrez

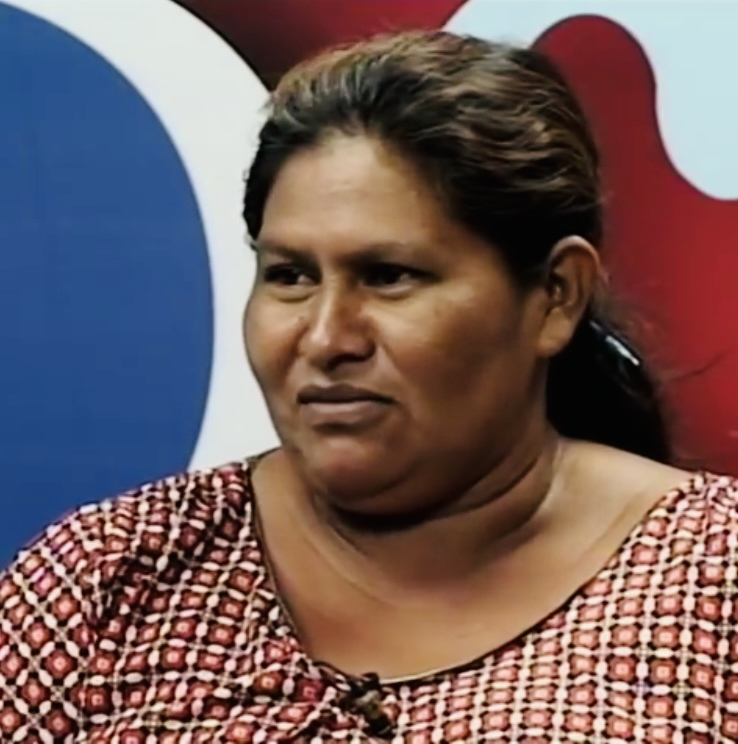
Francisca Ramírez (2016)

Francisca Ramírez Tórrez (auch bekannt als Doña Francisca und Doña Chica; geb. 1977 in Somoza) ist eine nicaraguanische Aktivistin für die Rechte der campesinos. Sie führte die Proteste gegen den von Diktator Daniel Ortega geplanten Bau eines Kanals vom Pazifik zum Atlantik und für die Aufhebung des Gesetzes von 2013 (Gesetz 840), das dem chinesischen Unternehmen HK Nicaragua Canal Development Investment (HKND) die Konzession für den Kanal und andere Infrastrukturprojekte erteilte.

## Biographie
Francisca Ramírez Tórrez wurde 1977 in der kleinen ländlichen Gemeinde Somoza im Municipio Nueva Guinea in der südnicaraguanischen Region Costa Caribe Sur geboren (nach der Revolution wurde Somoza 1979 zu Ehren des Sandinistenführers Carlos Fonseca in La Fonseca umbenannt). Ramírez' Familie stammte ursprünglich von der Pazifikküste Nicaraguas, war aber in den 1950er Jahren im Rahmen eines Umsiedlungsprogramms der Regierung von Diktator Anastasio Somoza García vertrieben worden, bei dem kleine Obstbauern Platz für den aufkeimenden Baumwollanbau machen mussten. Sie wurden in so genannte „Kolonien“ in der südlichen Karibikküstenregion umgesiedelt, die damals noch Urwald war.
Ramírez hatte vier Geschwister, ihr Vater verließ die Familie während des Krieges, als sie sieben Jahre alt war. Sie verließ die Schule nach der dritten Klasse, um ihre Mutter zu unterstützen; mit 12 Jahren begann sie, nach Managua zu reisen, um den dortigen Bauern beim Verkauf ihrer Ernten zu helfen.
Ramírez konnte später gemeinsam mit ihrem Mann eigenes Land in La Fonseca erwerben, außerdem eine kleine Flotte von Lastwagen, mit denen die Familie ihre Ernten transportieren konnte. Sie war wie ihre Nachbarn in der ländlichen Gemeinde von dem Land abhängig, das sie bewirtschafteten, und war alarmiert, als chinesische Vermessungsingenieure ohne Vorankündigung kamen, um mit der Vermessung ihres Landes für den Bau der Kanäle zu beginnen. Ramírez begann Gegenmaßnahmen zu organisieren, als sie erfuhr, dass sie von der Enteignung von Land bedroht waren. Sie initiierte eine Kampagne gegen das Gesetz 840, mit dem dem chinesischen Unternehmen HKND die Konzession für den geplanten interozeanischen Kanal und andere Infrastrukturprojekte erteilt wurde.
Ramírez übernahm die Leitung der Umwelt- und Bauernrechtsorganisation Consejo Nacional para la Defensa de la Tierra, Lago y Soberanía [Nationaler Rat für die Verteidigung von Land, See und Souveränität], der laut seiner Statuten überparteilich, basischdemokratisch und unabhängig vom Staat agiert. Ramírez wurde angeboten, ihr Amt aufzugeben und der Staatspartei beizutreten, was sie aber abgelehnte. Sie verweigerte auch, an einem Treffen hinter verschlossenen Türen mit Präsident Daniel Ortega teilzunehmen, und lehnte großzügige Angebote für die Übernahme ihres Landes ab, die ihr im Austausch für die Beendigung ihres Aktivismus angeboten wurden.
Im Dezember 2016 beschlagnahmte die Nicaraguanische Nationalpolizei zwei Fahrzeuge des Consejo Nacional, die erst 10 Tage später mit eingeschlagenen Fensterscheiben wieder freigegeben wurden.
Bei den Protesten gegen die Ortega-Regierung ab April stellte sich Ramírez zusammen mit anderen Führern der Bauernbewegung hinter die Forderungen der Demonstranten und rief zu einem Generalstreik auf. Nach Angaben der Interamerikanischen Kommission für Menschenrechte (IAKMR) wurden allein im 1. Jahr der Proteste mindestens 325 Menschen getötet, 2000 verletzt und Hunderte verhaftet. Etwa 60.000 Menschen verließen das Land. Der Exekutivsekretär der IAKMR, der Brasilianer Pãulo Abro, warnte davor, dass sich in Nicaragua ein Polizeistaat entwickle.
2024 beschloss die nicaraguanische Nationalversammlung, dem Unternehmen Hong Kong Nicaragua Canal Development Investment des chinesischen Geschäftsmanns Wang Jing die Verwaltung des Kanals und den Bauauftrag zu entziehen und das Projekt in nicaraguanischer Verantwortung fortzuführen. Seit dem ersten Spatenstich 2014 sind die Baumaßnahmen praktisch nicht vorangekommen.

## Auszeichnungen
- 2016: Nennung als eine der 50 mächtigsten Frauen in Mittelamerika durch Forbes Mexico[9]
- 2017: Nominierung für den Front-Line-Defenders-Preis für Menschenrechtsverteidiger[5]